# President’s Quality Award
Der President’s Quality Award (PQA) ist eine Auszeichnung der USA. Das Programm wird vom Office of Executive and Management Development geleitet und ist dafür ausgelegt bundesstaatliche Organisationen anzuerkennen, die leistungsfähige Managementsysteme und -ansätze dokumentiert haben. Jedes Jahr werden die Kriterien der Auszeichnung erneuert, um den besten Ansätzen zu entsprechen, die innerhalb der öffentlichen und privaten Sektoren erstellt wurden, um organisatorische Leistungen systematisch zu verbessern. Das 1988 gegründete Programm umfasst zwei Auszeichnungen: den Presidential Award for Quality und den Award for Quality Improvement. Der PQA gehört zu dem Bereich des Total Quality Managements.

## Auszeichnungen

### Gewinner des Presidential Awards for Quality
Die Gewinner zeigen voll entwickelte Ansätze zur Leistungs Excellence, die innerhalb der Organisation gut eingesetzt werden. Sie haben Weltklasse-Ergebnisse und nachhaltige Leistungsverbesserungen über mehrere Jahre gezeigt.

### Gewinner des Award for Quality Improvement
Die Gewinner zeigen frühe positive Ansätze zur Leistungs Excellence, die in den meisten Bereichen der Organisation eingesetzt werden. Sie haben frühe, vorläufige positive Ergebnisse in wichtigen Bereichen ihrer Organisationsbranche erreicht.

## Zweck des Auszeichnungsprogrammes
Allgemein, das Programm:
- erkennt Bundesregierungsorganisationen an, die ihre allgemeinen Leistungen und Fähigkeiten verbessern. Die Organisationen zeigen eine anhaltende Entwicklung darin, hochqualitative Produkte und Dienstleistungen bereitzustellen, wodurch ein effektiverer Nutzen der Steuergelder entsteht;
- fördert den Austausch der besten Managementtechniken, -strategien und -praktiken zwischen allen Bundesregierungsagenturen sowie mit staatlichen und lokalen Regierungen und dem privaten Sektor;
- stellt Modelle für Organisationen zur Verfügung um die Leistung in gleichbleibendem Nutzen an den Kunden weiterzutragen und zu beurteilen; und
- liefert einen systematischen, konsequenten Ansatz, um mit Veränderungen umzugehen, durch bereitstellen eines Werkzeuges um Beurteilungen, Analysen, Fortbildungen und Leistungsverbesserungen zu planen.

## Leistungsgüte Kriterien des PQAs
Die Leistungsgüte Kriterien sind eng mit den Malcolm Baldrige National Quality Award (MBNQA) Kriterien verbunden. Es wurden nur geringe Änderungen durchgeführt, um eine Anpassung an das Regierungsumfeld zu ermöglichen. Diese enge Verbindung mit dem MBNQA fördert einen kooperativen Austausch an Informationen zwischen öffentlichem und privatem Sektor. Auch werden die gleichen hohen Standards der Excellence für Regierung und Unternehmen gesetzt.

### Abänderungen der Kriterien des MBNQAs
- Änderung der Terminologie, um eine Anpassung des Dokuments auf die Regierungsumgebung zu erreichen.
- Ein zusätzliches Set an Kriterien für die Bundesregierung wurde hinzugefügt.
- Die Punktewertung für mehrere Kategorien ist geändert worden.

## Kriterien
Die Kriterien werden in sieben Kategorien eingeteilt und mit Punkten bewertet:
| Kategorie            | Punkte     |
| -------------------- | ---------- |
| Führungsetage        | 125 Punkte |
| Strategische Planung | 95 Punkte  |
| Kundenbezug          | 95 Punkte  |
| Auskunft und Analyse | 95 Punkte  |
| Personalbezug        | 95 Punkte  |
| Prozessmanagement    | 95 Punkte  |
| Betriebsergebnis     | 400 Punkte |

## Richtlinien zur Punktevergabe
| Ansatz/Umsetzung | Punkte   | Resultate |
| --- | -------- | --- |
| - Kein systematischer Ansatz vorhanden, anekdotische Informationen | 0 %      | - Keine oder nur schlechte Ergebnisse in den genannten Gebieten |
| - Start eines systematischen Ansatzes, welcher dem grundlegenden Zweck der Kategorie entspricht - Große Lücken bei der Umsetzung, welche die Erfüllung des grundlegenden Zwecks der Kategorie einschränkt - Anfangsstadium eines Übergangs auf eine allgemeine Orientierung zur Verbesserung der Fehlerbewältigung | 10–20 %  | - Wenige Verbesserungen und/oder anfänglich guter Erfolg in manchen Gebieten - Ergebnisse vieler bzw. der meisten wichtigen Bereiche des Kerngeschäfts und dessen Anforderungen werden nicht erbracht - Günstige Ergebnisse werden berichtet, jedoch nicht die, welche für das Kerngeschäft und die Leistungsanforderung wichtig sind |
| - Ein effektiver, systematischer Ansatz, welcher dem grundlegenden Zweck der Kategorie entspricht - Ansatz wird in den meisten Schlüsselbereichen der Organisation umgesetzt, manche Arbeitsbereiche oder Arbeitsgruppen sind in den Anfangsphasen der Umsetzung - Start eines systematischen Ansatzes zur Evaluation und Verbesserung des Prozesses der aufgeführten Kategorie | 30–40 %  | - Verbesserungen und/oder anfänglich guter Erfolg in vielen Bereichen, die für das Kerngeschäft und dessen Anforderungen wichtig sind - Anfängliche Stufe der Entwicklung von Trends und Sammlung von vergleichenden Informationen - Ergebnisse vieler bzw. der meisten wichtigen Gebiete für das Kerngeschäft werden erbracht |
| - Ein effektiver, systematischer Ansatz, welcher dem allumfassenden Zweck der Kategorie entspricht - Ansatz wird in allen Schlüsselbereichen der Organisation umgesetzt, verschiedene Arbeitsbereiche oder Arbeitsgruppen sind unterschiedlich weit in der Umsetzung - Ein tatsachenbezogener, systematischer Evaluations- und Verbesserungsprozess steht für die aufgeführte Kategorie bereit - Ansatz ist auf die allgemeinen organisatorischen Bedürfnisse der anderen Kategorien abgestimmt | 50–60 %  | - Verbesserungstrends und/oder ein gutes Leistungsniveau wird für die meisten wichtigen Bereiche des Kerngeschäfts und dessen Anforderungen erbracht - Keine Muster an ungünstigen Trends und kein schlechtes Leistungsniveau in wichtigen Gebieten des Kerngeschäfts und dessen Anforderungen - Manche Trends und/oder das momentane Leistungsniveau – evaluiert mit relevanten Vergleichen und/oder Maßstäben – zeigen Bereiche mit Stärken und/oder ein gutes bis sehr gutes Leistungsniveau - Geschäftsresultate adressieren die meisten Schlüsselkunden, -märkte, -prozesse und Aktionsplananforderungen |
| - Ein effektiver, systematischer Ansatz, welcher dem allumfassenden Zweck und einige spezielle Anforderungen der Kategorie entspricht - Ansatz wird in der ganzen Organisation ohne wesentliche Lücken umgesetzt - Ein tatsachenbezogener, systematischer Evaluations- und Verbesserungsprozess, sowie organisatorisches lernen/teilen sind Schlüsselmanagementwerkzeuge; klare Anzeichen einer verbesserten Integration als Resultat von organisationsweiten Analysen und Beteiligung - Ansatz ist gut integriert, bezogen auf die allgemeinen organisatorischen Bedürfnisse der anderen Kategorien | 70–80 %  | - Momentane Leistung ist gut bis ausgezeichnet in den meisten wichtigen Bereichen des Kerngeschäfts und dessen Anforderungen - Die meisten Verbesserungstrends und/oder das Leistungsniveau sind beständig - Viele bzw. die meisten Trends und/oder das Leistungsniveau – evaluiert mit relevanten Vergleichen und/oder Maßstäben – zeigen Bereiche mit Führungspotential und ein sehr gutes Leistungsniveau - Geschäftsresultate adressieren die meisten Schlüsselkunden, -märkte, -prozesse und Aktionsplananforderungen                                                                                    |
| - Ein effektiver, systematischer Ansatz, der den Anforderungen der Kategorie komplett entspricht - Ansatz ist vollständig, ohne wesentliche Fehler oder Schwächen, in allen Arbeitsbereichen und Arbeitsgruppen umgesetzt - Ein sehr starker, tatsachenbezogener, systematischer Evaluations- und Verbesserungsprozess, sowie weltumfassendes organisatorisches lernen/teilen sind Schlüsselmanagementwerkzeuge; gute Integration, unterstützt von organisationsweiten Analysen und Beteiligung - Ansatz ist voll integriert, bezogen auf die Bedürfnisse der anderen Kategorien                     | 90–100 % | - Momentane Leistung ist ausgezeichnet in den meisten wichtigen Bereichen des Kerngeschäfts und dessen Anforderungen - Ausgezeichnete und beständige Verbesserungstrends und/oder ein ausgezeichnetes Leistungsniveau in den meisten Bereichen - Anzeichen von Geschäftsführung und Maßstabsführung sind in vielen Bereichen vorhanden - Geschäftsresultate adressieren alle Schlüsselkunden, -märkte, -prozesse und Aktionsplananforderungen |

## Allgemeine Teilnahmebedingungen
Um am Auszeichnungsprogramm teilzunehmen zu können, müssen Organisationen den folgenden Bedingungen entsprechen:
- Teil des ausführenden Zweiges der Regierung sein;
- nicht weniger als 100 in Vollzeit arbeitenden Staatsangestellte haben;
- autonom mit eigenem Auftrag sein; und
- Produkte und/oder Dienstleistungen an Kunden außerhalb der eigenen Organisation anbieten oder eine verwaltende oder unterstützende Organisation für ein Kabinettsministerium oder die Exekutive sein.

## Agentur Limitation
Jedes Kabinettsministerium und exekutives Amt, kann abhängig von ihrer Größe eine maximale Anzahl an Anträgen für das Programm einreichen:
- bis 20.000 Angestellte – 4 Anträge
- bis 50.000 Angestellte – 5 Anträge
- ab 50.000 Angestellte – 6 Anträge

Das Verteidigungsministerium kann ein Maximum von 6 Anträgen pro Militärdienst (Army, Navy und Air Force), und insgesamt 6 weiter Anträge für andere Verteidigungsagenturen einreichen.

## Der PQA außerhalb des Regierungsumfeldes
Durch den President’s Quality Award sollen Firmen dazu ermutigt werden, intern ihre Leistungen durch Benutzung der Kriterien zu verbessern. Mittlerweile vergeben viele größere amerikanische Firmen ihren eigenen „PQA“, der intern und somit nicht vom Staat verliehen wird. Zu diesen Firmen gehören z. B. HP, Electro Soft, Inc. und UniGroup (bzw. die Subunternehmen Mayflower und United Van Lines).
Der President’s Quality Award hat durch seinen Anspruch, die Leistung zu verbessern und effektivere Wege zu finden, um mit Kapital umzugehen, eine deutliche Reduktion der Kosten bewirkt. So konnten mehrere Millionen Dollar an Steuergeldern gespart werden, die wiederum für andere Projekte genutzt werden konnten. Es konnten auch effektive EDV Modelle entwickelt werden, die nicht nur in der Regierung einen Nutzen fanden.
Durch Einbringung der Kriterien des PQA, wird die Qualität verbessert, was auch zur Steigerung der Kundenzufriedenheit führt, da durch qualitativ hochwertigeres Arbeiten weniger Beschwerden und Mängel auftreten. Auch steigt die Mitarbeiterzufriedenheit, da weniger nachgearbeitet werden muss. Daraus folgt, dass sich die Kosten senken, da Arbeitszeit eingespart werden kann, die ansonsten damit verbracht wird Mängel zu beheben und nachzuarbeiten.